# Karacaağaç, Reşadiye
Karacaağaç là một xã thuộc huyện Reşadiye, tỉnh Tokat, Thổ Nhĩ Kỳ. Dân số thời điểm năm 2011 là 53 người.